# Tabaré
Tabaré est un poème épique de Juan Zorrilla de San Martín écrit en 1886 et publié pour la première fois en 1888 en dix chants, composé de 4.736 vers, considéré comme l'épopée nationale de l'Uruguay et un des chefs-d'œuvre de la littérature en langue espagnole. En décrivant les amours de l'aborigène Tabaré et de l'Espagnole Blanca, le poète fait défiler les faits qui ont décidé du destin des Indiens uruguayens Charrúas.